# Euarestoides
Euarestoides este un gen de muște din familia Tephritidae.

Cladograma conform Catalogue of Life:
| Euarestoides | \| \| Euarestoides abstersus \| \| \| \| \| \| Euarestoides acutangulus \| \| \| \| \| \| Euarestoides dreisbachi \| \| \| \| |
|              | \| \| Euarestoides abstersus \| \| \| \| \| \| Euarestoides acutangulus \| \| \| \| \| \| Euarestoides dreisbachi \| \| \| \| |
|              | Euarestoides abstersus |
|              | |
|              | Euarestoides acutangulus |
|              | |
|              | Euarestoides dreisbachi |
|              | |